# 莫氏隙蛛
莫氏隙蛛（学名：Coelotes moellendorfi）为暗蛛科隙蛛属的动物。分布于日本以及中国大陆的浙江、安徽等地，一般栖息于洞穴和石下。该物种的模式产地在日本。